# Naoyoshi Shiotani
Naoyoshi Shiotani (塩谷直義, Shiotani Naoyoshi) és un director de cinema japonès que va treballar en múltiples obres de l'estudi Production I.G. És famós per dirigir totes les obres Psycho-Pass funciona. Va ser votat tercer director als premis d'anime Newtype 's.

## Biografia
De petit, Shiotani era un fan de l'animació i li agradava dibuixar. Les seves obres preferides eren pel·lícules de Studio Ghibli, com El meu veí Totoro de Hayao Miyazaki i Kiki, l'aprenent de bruixa. També era un fan de Production I.G. a través de les seves franquícies Ghost in the Shell i Patlabor. També era un fan de pel·lícules d'acció en directe com Blade Runner, Minority Report, Gattaca, El cinquè element, Set, Brasil i la trilogia Millennium.
En unir-se a Production I.G., Shiotani es va interessar a combinar l'animació tradicional amb l'animació cgi per a les seves obres, sobretot L'illa de l'oblit: Haruka i el mirall màgic. El primer treball dirigit de Shiotani va ser la pel·lícula Tokyo Marble Chocolate que va fer per a un grup demogràfic jove donant-li el tema d'una família. Després va dirigir la sèrie de televisió Psycho-Pass (2012-2013), que es va convertir en un dels seus moments més destacats de la seva carrera.
Psycho-Pass va sorgir de l'interès de Production I.G. a fer un successor de Ghost in the Shell i Patlabor de Mamoru Oshii; la companyia va contractar Katsuyuki Motohiro que es va convertir en el director en cap de la sèrie i al veterà animador d'I.G. Naoyoshi Shiotani per supervisar la direcció. Abans que comencés els treballs sobre Psycho-Pass, Shiotani estava ocupat treballant en la pel·lícula Blood-C: The Last Dark. Tan bon punt va acabar el seu treball amb la pel·lícula, Shiotani es va centrar en la qualitat de la sèrie. Després de l'episodi 16, que va resultar ser el més desafiant i popular de la sèrie, l'equip es va trobar "sense forces". Els dos episodis següents van ser realitzats per un equip extern, la qual cosa es reflecteix en diversos problemes amb l'animació. Un cop va començar el desenvolupament de la segona temporada, Shiotani va dir que els nous episodis són més difícils de fer que els del primera temporada. Va dir, "és més aviat la inflexibilitat de l'espectacle" perquè el personal ha de mantenir la coherència. Durant els últims episodis de la primera sèrie, Shiotani va concebre la idea d'una pel·lícula Psycho-Pass. Urobuchi i Motohiro van dir que la pel·lícula hauria de contenir un escenari independent de la societat del sistema Sibyl del Japó. Shiotani volia crear la pel·lícula en col·laboració amb el personal que havia treballat a la primera temporada de la sèrie, i amb el dissenyador de personatges Naoyuki Onda i el director d'art Shuichi Kusamori, que també van treballar a la sèrie. Urobuchi creia que la seqüela ideal seria una pel·lícula més que una sèrie de televisió, però volia mantenir-se fidel a les arrels de la sèrie original.
Les pel·lícules Sinners of the System van ser anunciades per primera vegada al Japó per Fuji TV el març de 2018. Shiotani va tornar a dirigir pel·lícules. El novel·lista Ryō Yoshigami va escriure el guió de la primera pel·lícula mentre que el segon va ser escrit per Makoto Fukami. Per a la sèrie d'anime del 2019, Shiotani va confiar a l'escriptor Ubukata, Fukami i Yoshigami la gestió d'un nou repartiment.

## Comentari
Psycho-Pass sovint tracta la idea del lliure albir suprimida per Sybil System. Shitoani va comentar que és més important per nosaltres ser independents, tenir una perspectiva més àmplia i poder canviar aquestes perspectives, en lloc d'aferrar-nos massa a alguna cosa. Creu que és aquella persona genial que pot fer-ho i, per tant, li agrada dibuixar aquest tipus de persona. Les persones genials tenen la força per actuar, la força per jutjar per si mateixes i per la seva manera de vida. Dibuixant-los amb fermesa, els moments que semblen genials destacaran des del principi. Com que és una societat on les accions de les persones estan restringides, com a Psycho-Pass, Shiotani sempre vol atraure persones que resisteixin contra la societat mentre busquen la seva pròpia forma de vida. Ell creu el tipus de força que vol dibuixar.

## Obres
- Ah! My Goddess: The Movie: animació intermèdia (Producció I.G)
- Attack on Titan (TV): animació clau (OP2)
- Azumanga Daioh (TV): Comprovació intermèdia (Producció I.G; eps 11, 17)
- Blood+ (TV): Director (OP3), Storyboard (OP3), Director d'animació (OP3; 2 episodis), Key Animation (OP1-3; ep 23)
- Blood-C (TV): disseny conceptual, animació clau (OP)
- Blood-C: The Last Dark (pel·lícula): Director, Storyboard
- (El) Chevalier D'Eon (TV): guió guionista (ep 18), director d'episodi (ep 18), Key Animation (ep 18)
- Dead Leaves (OAV) : In-Between Check
- Elfen Lied (TV): animació clau (ep 8)
- Eyeshield 21: The Phantom Golden Bowl (pel·lícula): comprovació intermèdia, animació clau
- Fullmetal Alchemist (TV): animació clau (producció IG)
- Ghost Hound (TV): animació clau (ep 19), comprovació de disseny (ep 1), Spirit Design
- Ghost in the Shell 2: Innocence (pel·lícula): Animació intermèdia (Producció I.G)
- Ghost in the Shell: Stand Alone Complex (TV): animació intermèdia (Producció IG; eps 1, 6, 11), intermedi *Supervisor (eps 8, 15, 21), animació clau (eps 17, 21)
- Ghost in the Shell: Stand Alone Complex 2n GIG (TV): animació clau (ep 15)
- Haikyu!! (temporada 2) (TV): storyboard (ED), director d'unitat (ED)
- Immortal Grand Prix (TV 2): CG 3D (Producció I.G; ep 3)
- Kaiketsu Zorori (TV): animació clau (ep 28)
- Kimi ni Todoke (TV): Storyboard (ep 12)
- Kuroko's Basketball (TV 3): guió guionista (OP2), director d'unitat (OP2), animació clau (OP2; ep 75)
- Nurse Witch Komugi (OAV): animació clau (Producció I.G; ep 2.5)
- L'illa de l'oblit: Haruka i el mirall màgic (pel·lícula): guió guionista, director d'unitat, fons artístic (il·lustració)
- Otogi Zoshi (TV): animació clau (8 episodis)
- Phantom of the Kill -Zero Kara no Hangyaku-(especial): director, guió, guió guionista
- (The) Prince of Tennis (TV) : animac8`9 coa7
- (The) Prince of Tennis: A Day on Survival Mountain (OAV) : In-Between Animation (Production I.G), In-Between Check, Key Animation
- (The) Prince of Tennis: Two Samurais, The First Game (pel·lícula) : animació clau
- Prologue of Blame! (OAV) : Storyboard
- Psycho-Pass (TV) : Director, Storyboard (OP2; eps 1, 22), director d'episodi (OP2; ep 22), disseny de dibuix (eps 6-8), animació clau (eps) 13, 22)
- Psycho-Pass 2 (TV): Director, Storyboard (ep 11), Episode Director (ep 5)
- Psycho-Pass: The Movie: Director, Storyboard, Director d'Unitat
- Psycho-Pass: Sinners of the System (pel·lícules): Director, Story Concept
- Psycho-Pass 3 (TV): director, guió guionista (eps 1-8)
- Psycho-Pass 3: First Inspector (pel·lícula): Director
- Psycho-Pass Providence (pel·lícula): Director, Story Concept
- Real Drive (TV): director d'episodis (ED), animació clau (ep 5)
- Reideen (TV): Director d'animació (ep 5), Key Animation (ep 5)
- Sakura Wars: The Movie: Animació intermèdia
- Samurai Champloo (TV): animació clau (4 episodis)
- Sengoku Basara - Samurai Kings (TV): Storyboard (ep 2), director d'episodi (ep 2), animació 2a clau (ep 2), assistent de direcció, animació clau (ep 2)
- (The) Sky Crawlers (pel·lícula): animació clau
- Spirited Away (pel·lícula): animació entremig / neteja
- Tekkonkinkreet (pel·lícula): animació clau
- This Ugly Yet Beautiful World (TV) : animació clau (eps 7, 12)
- Tokyo Marble Chocolate (OAV): Director
- Tsubasa Reservoir Chronicle the Movie: The Princess in the Birdcage Kingdom: compost 2D, efecte 2D, animació clau
- Windy Tales (TV): director d'animació (ep 9)
- Wizard Barristers: Benmashi Cecil (TV): Storyboard (ep 3)
- xxxHolic (TV): animació de clau d'obertura